# Chloroplast

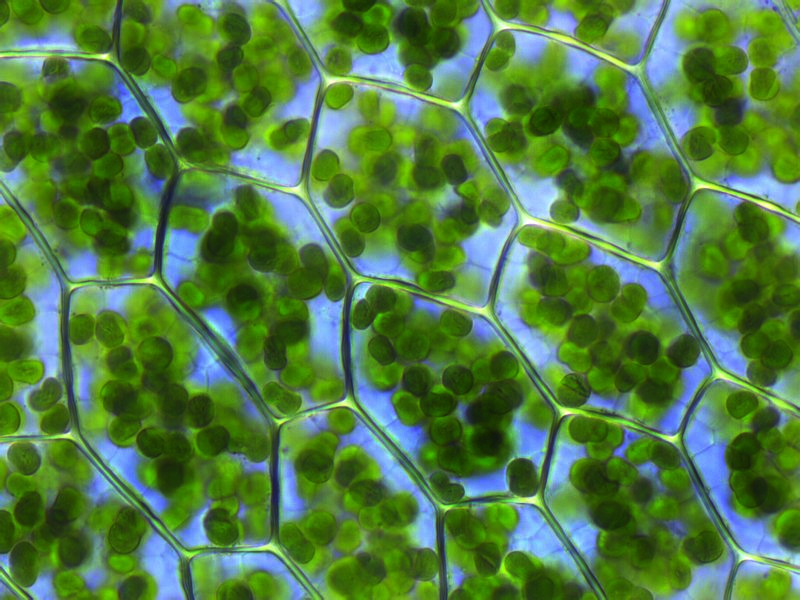
Chloroplasty měříku příbuzného v optickém mikroskopu.

Chloroplast je zelená buněčná organela patřící mezi plastidy. Je velmi bohatý na membrány a probíhá v něm fotosyntéza, tj. přeměna sluneční energie na chemickou energii a její ukládání do sacharidů a jiných organických látek.
To, že fotosyntéza probíhá právě ve chloroplastech, zjistil roku 1882 Theodor Wilhelm Engelmann. Pozoroval malé bakterie pohybující se za zdrojem kyslíku. Na povrchu řasy rodu Spirogyra se shlukovaly právě nad osvětlenými chloroplasty, neboť vedlejším produktem fotosyntézy je kyslík.

## Stavba

Jiný příklad schématu chloroplastu (anglicky)

schéma chloroplastu
1. vnější membrána
2. mezimembránový prostor
3. vnitřní membrána (1+2+3: obálka)
4. stroma (vodný roztok)
5. lumen (dutina) thylakoidu
6. membrána thylakoidu
7. granum (mincovitý shluk thylakoidů)
8. lamela, stromální thylakoid
9. škrob
10. ribozóm
11. DNA plastidu
12. tukové kapénky

Chloroplast může být ve fotosyntetizující eukaryotní buňce jeden nebo i tisíce, mají rozmanité tvary i velikosti. Nejčastěji jsou ale ve tvaru elipsoidu o velikosti okolo 5 µm. Vnější obálku tvoří silně prostupná vnější membrána a téměř nepropustná vnitřní membrána, které odděluje poměrně úzký mezimembránový prostor. Uvnitř se nachází stroma, které obsahuje kromě velkého množství enzymů i tzv. chloroplastovou DNA (cpDNA), RNA a ribozómy, což odpovídá endosymbiotické teorii.
Thylakoidy tvoří třetí soustavu membrán, která vypadá jako shluk mincovitých váčků (řecky thylakos = váček) poskládaných na sebe do sloupců, tzv. gran, a pospojovaných můstky, tzv. stromálními thylakoidy (lamely). Dutina thylakoidních váčků se nazývá lumen. Chloroplast běžně obsahuje 10–100 gran, která vznikají během vývoje jako vchlípeniny vnitřní obalové membrány (podobně jako mitochondriální kristy). Zajímavé je složení thylakoidní membrány: tvoří ji pouze 10 % fosfolipidů, většinu (80 %) tvoří nepolární mono- a digalaktosyldiacylglyceroly a zbytek (10 %) připadá na sulfolipidy, konkrétně sulfochinovosyldiacylglyceroly. Acylové řetězce (zbytky karboxylových kyselin) mají mnoho násobných vazeb a proto má membrána poměrně tekutou povahu (podobně jako oleje, které jsou na rozdíl od pevných tuků tekuté právě kvůli výskytu násobných vazeb).

## Skupiny s chloroplasty a evoluce

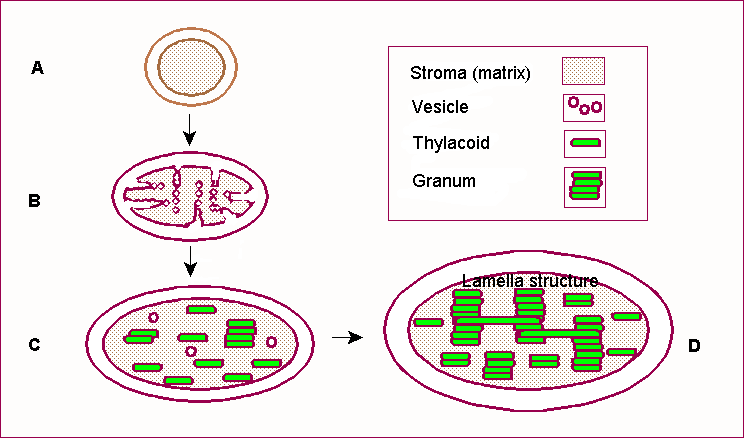
Evoluce chloroplastu (anglicky)
A–B protoplastid
C–D chloroplast

Pokud definujeme chloroplast jako souhrn všech eukaryotických organel, které fotosyntetizují, výčet skupin s chloroplasty je velmi široký. Mají ho téměř všechny rostliny (Plantae), konkrétně zelené rostliny (Viridiplantae) vyjma některých parazitických druhů (záraza, Orobanche, atp.), ruduchy (Rhodophyta - mají tzv. rhodoplasty) i glaukofyty (Glaucophyta). Dále je však mají na základě sekundární endosymbiózy i mnohé rozsivky (Diatomae), chaluhy (Phaeophyceae), skrytěnky (Cryptophyta), obrněnky (Dinoflagellata), chlorarachniofyty (Chlorarachniophyta) a některá krásnoočka (Euglenophyceae). U některých skupin (výtrusovci, Apicomplexa) byly chloroplasty nahrazeny jinými typy plastidů, u výtrusovců konkrétně apikoplasty.

## Funkce
Hlavní funkcí chloroplastů je fotosyntéza, proces, který má dvě fáze, které probíhají na odlišných místech chloroplastu:
1. Reakce závislé na světle (světelná fáze, primární děje) probíhají v thylakoidní membráně. Účinkem sluneční energie absorbované fotosyntetickými pigmenty (barvivy) jako je chlorofyl dochází k přenosu elektronů, jejichž energie je využita k přeměně NADP+ na NADPH a dále k pumpování protonů (vodíkových kationtů H+) ze stromatu do lumenu (dutiny) thylakoidů, kde vzniká jejich nadbytek. Přenos protonů zpět, který je díky nižší koncentraci H+ v cílovém roztoku energeticky výhodný, je spojen se syntézou ATP.
2. Reakce nezávislé na světle (temnostní fáze, sekundární děje) probíhají ve stromatu. Jedná se o cyklický enzymatický pochod fixace (vázání) oxidu uhličitého CO2 do sacharidů. Spotřebovává se při tom ATP a NADPH z předchozí fáze, které lze pak opět získat buněčným dýcháním.

Chloroplast má vliv i na imunitu rostlin.